# Чемпионат мира по футболу 2022 (межконтинентальные стыковые матчи)
Межконтинентальные стыковые матчи определили последних двух участников на ЧМ-2022.
По одной команде от Азии, Северной и Центральной Америки, Южной Америки и Океании приняли участие в межконтинентальных стыковых матчах. Первоначально две команды в каждом матче должны были сыграть двухматчевую серию дома и в гостях. Однако это было изменено и теперь в Катаре, стыки состояли из одиночных матчей. Двое победителей выйдут в финальную часть чемпионата мира.
Матчи проходили 13 и 14 июня 2022 года. Изначально они были намечены на март 2022 года.
По результатам жеребьёвки победитель четвёртого раунда отбора АФК — Австралия сыграла против пятой командой отбора КОНМЕБОЛ — Перу и сборная, которая заняла четвёртое место в третьем раунде отбора КОНКАКАФ — Коста-Рика сыграла против победителя отбора ОФК — Новой Зеландии.
Как итог, Австралия и Коста-Рика стали последними участниками ЧМ-2022.

## АФК — КОНМЕБОЛ
| Команда 1 | Счёт           | Команда 2 |
| --------- | -------------- | --------- |
| Австралия | 0:0 (пен. 5:4) | Перу      |

### Матч
| Австралия                                        | 0:0   | Перу                                                     |
| ------------------------------------------------ | ----- | -------------------------------------------------------- |
|                                                  | Отчёт |                                                          |
| Пенальти                                         |       |                                                          |
| Бойл · Муй · Гудвин · Хрустич · Макларен · Мабил | 5:4   | Лападула · Кальенс · Адвинкула · Тапиа · Флорес · Валера |

## КОНКАКАФ — ОФК
| Команда 1  | Счёт | Команда 2      |
| ---------- | ---- | -------------- |
| Коста-Рика | 1:0  | Новая Зеландия |

### Матч
| Коста-Рика  | 1:0   | Новая Зеландия |
| ----------- | ----- | -------------- |
| Кэмпбелл 3′ | Отчёт |                |